# 梨 (作家)
梨（なし、2000年4月20日 - ）は、日本の怪談作家。主にインターネットを中心に活動している。別名はPear_QU。

## 経歴
幼少期、インターネットで都市伝説「八尺様」を読んだことをきっかけにネット怪談にのめり込んでいき、2ちゃんねるオカルト板のスレッド「死ぬほど洒落にならない怖い話を集めてみない?」などに自作の怪談を書き込むようになる。
2015年、共同創作サイト「SCP財団」の日本支部にPear_QU名義で登録。2020年に投稿した『SCP-511-JP - けりよ』や『しんに』は2022年現在の評価が100を越えるなど高評価を獲得し、同サイトの7周年を記念した「嘘のコンテスト2020」では、著作『攀縁』がTale部門総合評価2位となる。
2021年1月、自身のnoteに投稿した『瘤談』がインターネット上で話題となる。同作は株式会社バーグハンバーグバーグが主催する「オモコロ杯 2021」で銀賞を獲得し、以降は同社が運営するWebサイト「オモコロ」にも記事を投稿するようになる。
同年、竹書房が主催する「怪談最恐戦2021」の朗読部門にて、梨の作品『滲む写真』を朗読した136(イサム)がグランプリ作品賞を獲得する。
2022年、ComicWalkerにて8月3日に連載開始された漫画『コワい話は≠くだけで。』の原作を担当。漫画は景山五月が担当した。
また、同月7日自身初の単著となる『かわいそ笑』が発売。発売に際してウェブライターの雨穴が推薦コメントをよせた。

## 作風
主に日常に潜む怪異や民間伝承などを取り入れた作風を特徴とする。
また、「読者も対岸の火事ではない」と表現したい思いから、民俗的エッセンスを入れる際は実在の文献を引用したり、作中の登場人物のSNSアカウントを実際に作成したりするなど、現実世界と怪談を地続きでリンクさせることがある。
作品を書く際に本人は、恐怖感よりも気持ち悪さや気味の悪さ、不快感が残るような書き方を目指しているとしている。そのため、特に「音の響き」を意識しているという。

## ランキング
- このホラーがすごい!（宝島社）
  - 2024年 - 『6』国内編11位
  - 2025年 - 『お前の死因にとびきりの恐怖を』国内編17位

## 作品リスト

### 書籍

#### 単著
- 梨『かわいそ笑』イースト・プレス、2022年8月7日。ISBN 978-4-7816-2111-1。
- 梨『6』玄光社、2023年6月23日。ISBN 978-4-7683-1783-9。
- 梨『自由慄』太田出版、2024年1月26日。ISBN 978-4-7783-1905-2。
- 梨『お前の死因にとびきりの恐怖を』イースト・プレス、2024年8月7日。ISBN 978-4-7816-2337-5。
- 梨『ここにひとつの□がある』KADOKAWA〈角川ホラー文庫〉、2024年11月25日。ISBN 978-4-04-114309-4。
- 梨『禍話n』KADOKAWA、2025年3月3日。ISBN 978-4-04-115244-7。※取材協力：FEAR飯(かぁなっき、加藤よしき) 。
- 梨『恐怖症店』文藝春秋、2025年7月4日。※電子版のみ。「恐怖心展」の関連作品。

#### 共著
- 梨×株式会社闇『その怪文書を読みましたか』太田出版、2023年12月12日。ISBN 978-4-7783-1900-7。※同名イベントの書籍化。
- 梨×株式会社闇『つねにすでに』ひろのぶと株式会社、2024年12月16日。ISBN 978-4-8094-2002-3。※同名ウェブコンテンツの書籍化。
- 梨×株式会社闇×大森時生『行方不明展』太田出版、2024年12月16日。ISBN 978-4-7783-4004-9。※同名イベントの書籍化。
- 梨&SCRAP『5分間リアル脱出ゲームおしまい』SCRAP出版、2025年4月25日。ISBN 978-4-909474-87-2。

#### 寄稿
- 梨「亥の子石」『実話怪談 犬鳴村』竹書房〈竹書房怪談文庫〉、2021年1月21日。ISBN 978-4-8019-2527-4。
- Pear_QU「trimmed file.png / 403 Forbidden」『早稲田文学 2021年秋号』早稲田文学、2021年10月11日。ISBN 978-4-480-99326-7。
- 梨「滲む写真」『怪談最恐戦2021』竹書房〈竹書房怪談文庫〉、2021年11月29日。ISBN 978-4-8019-2888-6。※朗読部門の元原稿としての記載。
- 梨「村上の日記帳」『Quick Japan vol.164』太田出版、2022年12月27日。ISBN 978-4-7783-1839-0。※Aマッソ村上が直筆したものという設定[10]。
- 梨「LOGGED IN」『怪と幽 vol.013 2023年5月』KADOKAWA、2023年4月26日。ISBN 978-4-04-112528-1。
- 梨「民法第961条」『ジャンル特化型 ホラーの扉 八つの恐怖の物語』河出書房新社、2023年10月26日。ISBN 978-4-309-61759-6。
- 梨「聖化」『GIRLS CONTINUE Vol.12』太田出版、2024年2月20日。ISBN 978-4-7783-1920-5。※にじさんじ所属のバーチャルYouTuberである四季凪アキラを主人公としたコラボ短編。
- 梨「知客/鹿/賜暇/篩過/紙価/視禍」『ホラークリエイターズファイル 視禍』玄光社、2024年8月31日。ISBN 978-4-7683-1956-7。
- 梨「【不思議】合唱中に謎の声が聴こえる!?音楽史に残る不思議な話「天使の声」について解説【恐怖】.mp4」『異形コレクションLVIII メロディアス』光文社〈光文社文庫〉、2024年12月11日。ISBN 978-4-334-10524-2。
- 梨「MY LITTLE CUPCAKE」『怖いオモコロ[11]』株式会社バーグハンバーグバーグ、2025年。
- 梨「書き終わったら幸せ様まで渡してね」『GOAT Summer 2025』小学館、2025年6月4日。ISBN 978-4-09-802109-3。
- 梨「ギニーピッグの瘡蓋」『小説現代 2025年8・9月合併号』講談社、2025年7月22日。
- 梨「ブルーライト」『小説新潮 2025年8月号』新潮社、2025年7月22日。
- 梨「イオ」『学校の怪談じゃ、ものたりない? 君に綴る5つの恐怖』KADOKAWA〈角川文庫〉、2025年7月25日。ISBN 978-4-04-116288-0。
- 梨「恐怖症店」『令和最恐ホラーセレクション クラガリ』文藝春秋〈文春文庫〉、2025年8月5日。ISBN 978-4-16-792400-3。※「恐怖心展」の関連作品。

#### 編著
- 梨『5分後に取り残されるラスト』河出書房新社、2024年10月29日。ISBN 978-4-309-61256-0。※収録作をセレクト。プロローグと解説を書き下ろし[12]。

#### 漫画原作
- コワい話は≠くだけで。（漫画：景山五月、『ComicWalker』連載、KADOKAWA〈BRIDGE COMICS〉、2022年 - 2024年、全3巻）
- 漫画版 6（漫画：古河コビー、構成：峰博士、玄光社、2024年、全1巻）※同名小説のコミカライズ。
- SCPって何ですか？（漫画：三山高・ハチフン、『comic HOWL』連載、一迅社〈HOWLコミックス〉、2024年 - 、既刊2巻）

#### その他
- 吉田悠軌（編著）『ジャパン・ホラーの現在地』集英社、2024年7月5日。ISBN 978-4-08-788104-2。※8章「透明な私(nothing) ファウンド・フッテージの作り方」（吉田との対談）、電子版特典「『祓除』とはなんだったのか」（吉田、大森時生、寺内康太郎、背筋との座談会）。
- 長江俊和×梨×背筋×大森時生「正しいモキュメンタリ―・ホラーのつくりかた」『小説新潮 2024年8月号』新潮社、2024年7月22日。※座談会記事の演出と注釈による物語を手掛ける。

### 映像

#### テレビ番組
- テレビ放送開始69年 このテープもってないですか？（2022年12月27日 - 29日、BSテレ東） - 構成
- 祓除 事前番組（2023年11月8日、テレビ東京） - 構成[13] ※同名イベントの関連番組。
- 祓除 事後番組（2023年11月29日、テレビ東京） - 構成[14] ※同名イベントの関連番組。
- 行方不明展（2024年7月20日、テレビ東京） - 構成[15] ※同名イベントの関連番組。
- マルクト情報テレビ（2025年5月24日 - 6月15日、毎日放送） - 原案・監修[16]

#### ショートドラマ
- マルクト ～あなた、誰ですか？～（2025年6月6日、BUMP） - 原案・監修[17]

#### MV
- キタニタツヤ「素敵なしゅうまつを！」- 構成

#### その他
- キタニタツヤ「摘果」 - 構成[18]

### イベント

#### ライブイベント
- 滑稽（2023年2月25日・26日、3月13日・14日、出演・Aマッソ、主催・テレビ東京、ワタナベエンターテインメント[19]） - 構成[20]
- 超学生 2nd ONE-MAN LIVE「入学式」（2023年9月10日・10月22日） - 構成
- 祓除（2023年11月18日、主催・テレビ東京） - 構成

#### 展覧会
- その怪文書を読みましたか（2023年3月17日 - 4月2日、株式会社闇） - ストーリー制作[21]
  - 広島展（2023年8月9日 - 8月21日）[22]
  - 大阪展（2024年1月13日 - 1月28日）[23]
  - 博多展（2024年3月16日 - 3月31日）[24]
  - 横浜展（2024年5月18日 - 6月2日）[25]
- 行方不明展（2024年7月19日 - 9月1日、株式会社闇、テレビ東京、ローソンエンタテインメント） - プロデュース（大森時生と共同）[26]
  - 名古屋展（2025年2月14日 - 3月30日）[27]

### ウェブコンテンツ
- MEM閉運セミナー（DMMオンラインサロン）[28]
- つねにすでに（株式会社闇）[29] - 企画・制作（闇と共同）、著者